# Micralarctia nyassana
Micralarctia nyassana là một loài bướm đêm thuộc phân họ Arctiinae, họ Erebidae.